# Microgrid
Una microgrid, también llamada microrred, es un grupo descentralizado de fuentes de electricidad y cargas que normalmente funciona conectado y sincrónico con la red síncrona tradicional de área amplia (macrorred), pero que puede desconectarse de la red interconectada y funcionar de forma autónoma en "modo isla", según lo dicten las condiciones técnicas o económicas. De esta manera, las microrredes mejoran la seguridad del suministro dentro de la celda de la microrred y pueden suministrar energía de emergencia, cambiando entre los modos de isla y conectado.

## Definición
El Grupo de Microrredes del Departamento de Energía de los Estados Unidos define una microrred o microgrid como un grupo de cargas interconectadas y recursos energéticos distribuidos (DER) dentro de límites eléctricos definidos que actúan como una entidad única controlable con respecto a la red. Además tiene la posibilidad de conectarse y desconectarse de la red para permitir que funcione tanto en modo conectado como en modo isla.
La UE describe una microrred o microgrid como aquella que comprende sistemas de distribución de baja tensión (BT) con recursos energéticos distribuidos (DER) ( microturbinas, pilas de combustible...), dispositivos de almacenamiento de energía (baterías, volantes) y cargas flexibles. También coinciden en que pueden funcionar conectados o desconectados de la red principal. Todo esto proporciona beneficios para el rendimiento general del sistema, si se administra y coordina de manera eficiente.
Electropedia define una microrred o microgrid  como un grupo de cargas interconectadas y recursos energéticos distribuidos con límites eléctricos definidos, que forman un sistema de energía eléctrica local a niveles de tensión de distribución, es decir, tanto de baja como de media tensión hasta 35 kV. Este grupo de nodos de consumidores y productores asociados actúa como una única entidad controlable y puede operar en modo de isla o conectado a la red. Su caso de uso más propio es en una aplicación fuera de la red, que se denomina microgrid autónoma, independiente o aislada. Estas microrredes están mejor atendidas por fuentes de energía locales donde la transmisión y distribución de energía desde una importante fuente de energía centralizada es demasiado lejos y costosa de ejecutar. Ofrecen una opción para la electrificación rural en áreas remotas y en islas geográficas más pequeñas. Como entidad controlable, puede integrar eficazmente varias fuentes de generación distribuida (GD), especialmente las fuentes de energía renovable (RES).

## Topologías de microrredes
Son necesarias arquitecturas y herramientas para gestionar el flujo de energía de distintos tipos de fuentes hacia la red eléctrica. Por tanto, la microrgrid se puede clasificar en tres topologías: 

### Microrred AC
En cuanto a la microgrid de tipo AC, las fuentes de energía con salida de CA se interconectan con el bus de CA a través del convertidor de CA / CA que transformará la frecuencia variable de CA y el voltaje en una forma de onda de CA con otra frecuencia a otro voltaje. Mientras que las fuentes de alimentación con salida CC utilizan convertidores CC / CA para la conexión al bus CA.

### Microrred de CC
En la topología de microgrid de CC, las fuentes de alimentación con salida de CC se conectan al bus de CC directamente o mediante convertidores CC / CC. Por otro lado, las fuentes de alimentación con salida AC se conectan al bus CC a través del convertidor AC / CC.

### Microrred híbrida
La microgrid híbrida tiene una topología para la salida de CA y CC de la fuente de alimentación. Además, los buses de CA y CC están conectados entre sí a través de un convertidor bidireccional, lo que permite que la energía fluya en ambas direcciones entre los dos buses.

## Tipos de redes

### Entorno del campus o microrredes institucionales
El enfoque de las microrredes del campus consiste en agregar la generación existente en el sitio para soportar múltiples cargas ubicadas en un área geográfica estrecha, donde un propietario puede administrarlas de forma fácil y rápida.

### Microrredes comunitarias
Las microrredes comunitarias pueden servir a miles de clientes y apoyar la integración de la energía local (electricidad, calefacción y refrigeración).  Algunas casas pueden tener algunas fuentes renovables que pueden satisfacer su demanda, así como la de sus vecinos dentro de la misma comunidad. También puede tener almacenamientos de energía centralizados o distribuidos. Dichas microrredes pueden tener la forma de una microrred de CA y CC (tal y como está explicado en las tipologías) acopladas entre sí a través de un convertidor electrónico de potencia bidireccional.

### Microrredes remotas fuera de la red
Estas microrredes nunca se conectan a la macrorred y, en cambio, operan en modo isla en todo momento debido a problemas económicos o posición geográfica. Por lo general, una microgrid "fuera de la red" se construye en áreas que están muy lejos de cualquier infraestructura de transmisión y distribución y, por lo tanto, no tienen conexión a la red de servicios públicos. Operar en un área remota que está dominada por fuentes renovables reducirá el costo nivelado de producción de electricidad durante la vida de tales proyectos de microrredes.
Varias microrredes independientes pueden abastecer grandes áreas remotas, cada una con un propietario diferente. Aunque estas microrredes están diseñadas para ser autosuficientes en energía, las fuentes renovables intermitentes y sus variaciones inesperadas pueden causar un déficit de energía inesperado o una generación excesiva en esas microrredes. Esto provocará una desviación no asumible de voltaje o frecuencia en las microrredes. Para remediar tales situaciones, es posible interconectar tales microrredes provisionalmente a una otra cercana para intercambiar energía y mejorar las desviaciones de voltaje y frecuencia. Esto se puede conseguir mediante un interruptor basado en la electrónica de potencia después de una sincronización adecuada de dos convertidores electrónicos de potencia. La determinación de la necesidad de interconectar las microrredes vecinas y encontrar la microgrid adecuada con la que acoplar se puede lograr mediante enfoques de optimización o toma de decisiones.

### Microrredes de bases militares
Estas microrredes se están implementando activamente con un enfoque en la seguridad física y cibernética para instalaciones militares con el fin de garantizar una energía confiable sin depender de la macrorred .

### Microrredes comerciales e industriales (C&I)
Esta categoría de microrredes está madurando rápidamente en América del Norte y Asia oriental, concretamente en las primeras potencias del mundo a nivel tecnológico; sin embargo, la falta de estándares la limita a nivel mundial, por eso Europa apenas ha experimentado aún con esta categoría de microrred. La principal razón para la instalación de una microrred industrial se debe a la seguridad del suministro de energía. Hay muchos procesos de fabricación en los que una interrupción del suministro de energía puede causar grandes pérdidas de ingresos y un tiempo de puesta en marcha prolongado. Las microrredes industriales pueden diseñarse para suministrar procesos industriales de economía circular de casi emisión cero y pueden integrar la generación combinada de calor y energía (CHP), alimentada tanto por fuentes renovables como por procesamiento de residuos.

## Componentes básicos en microrredes

### Generación local
Uno de los primeros componentes fundamentales para la microgrid son los diferentes tipos de fuentes de generación que suministran electricidad, calefacción y refrigeración al usuario. Estas fuentes se dividen en dos grupos principales: 
- Fuentes de energía térmica como los generadores de gas natural o biogás o microcombustión de calor y energía.
- Fuentes de generación renovable como las turbinas eólicas y solar.

### Consumo
El segundo componente fundamental de una microgrid consiste en el consumo, que se refiere simplemente a los elementos que usan electricidad, calor y refrigeración, que van desde los dispositivos individuales hasta los sistemas de iluminación y calefacción de edificios, centros comerciales, etc. En el caso de cargas controlables, el consumo eléctrico puede modificarse de acuerdo con a las demandas de la red.

### Almacenamiento de energía
En microgrid, el almacenamiento de energía puede realizar múltiples funciones, por eso es otro de sus componentes fundamentales:  
- Garantiza la calidad de la energía, incluida la regulación de frecuencia y voltaje.
- Suaviza la producción de fuentes de energía renovables.
- Proporcionar energía de respaldo para el sistema.
- Desempeñar un papel crucial en la optimización de costos.
- E Implementa tecnologías químicas, eléctricas, de presión, gravitacionales y de almacenamiento de calor.

Por otra parte, cuando se encuentran disponibles en una microgrid múltiples almacenamientos de energía con varias capacidades, se prefiere coordinar su carga y descarga de modo que un almacenamiento de energía más pequeño no se descargue más rápido que aquellos con mayores capacidades. Asimismo, se prefiere que uno más pequeño no se cargue por completo antes que los de mayor capacidad. Esto se puede lograr bajo un control coordinado de los depósitos de energía en función de su estado de carga. Si se utilizan múltiples sistemas de almacenamiento de energía (trabajando en distintas tecnologías) y están controlados por una unidad de supervisión única (un sistema de gestión de energía) y un control jerárquico basado en una arquitectura maestro-esclavo puede garantizar las mejores operaciones.

### Punto de acoplamiento común (PCC)
Por último tenemos el PCC que es el punto en el circuito eléctrico donde una microrred está conectada a una red principal. Además destacan una serie de microrredes que no tienen un PCC y que se denominan microrredes aisladas que generalmente están presentes en sitios remotos donde una interconexión con la red principal no es factible debido a limitaciones técnicas o económicas.

## Ventajas y desafíos de las microrredes

### Ventajas
Una microgrid es capaz de operar en modo conectado a la red y autónomo y de manejar la transición entre ambos: 
- En el modo conectado a la red, los servicios auxiliares se pueden proporcionar mediante la actividad comercial entre la mircrogrid y la red principal. Además hay otras posibles fuentes de ingresos.
- En el modo autónomo, la potencia real y generada dentro de la microgrid, incluida la proporcionada por el sistema de almacenamiento de energía, debe estar en equilibrio con la demanda de las cargas locales.[21]

Las microrredes ofrecen una opción para equilibrar la necesidad de reducir las emisiones de carbono con continuar proporcionando energía eléctrica confiable en períodos de tiempo en los que las fuentes de energía renovables no están disponibles. También ofrecen la seguridad de estar reforzadas por el clima severo y los desastres naturales al no tener grandes activos y kilómetros de cables sobre el suelo y otra infraestructura eléctrica que deban ser mantenidos o reparados después de tales eventos.
Además, puede cambiar entre estos dos modos debido a: 
- Mantenimiento programado
- Calidad de energía degradada
- Escasez en la red principal por fallos en la red local o por razones económicas.

Mediante la modificación del flujo de energía a través de los componentes de las microrredes, estas facilitan la integración de energías renovables, como las generaciones fotovoltaicas, eólicas y de pilas de combustible, sin necesidad de rediseñar el sistema de distribución nacional. Los métodos de optimización modernos también se pueden incorporar al sistema de gestión de energía de la microgrid para mejorar la eficiencia y la economía.

### Desafíos
Las microrredes, y la integración de las unidades DER, introducen una serie de desafíos operativos que deben abordarse en el diseño de los sistemas de control y protección, con el objetivo de garantizar que los niveles actuales de confiabilidad no se vean afectados y los beneficios de las unidades de Generación Distribuida (DG) están completamente aprovechadas. Algunos de estos desafíos surgen de supuestos que normalmente se aplican a los sistemas de distribución convencionales que ya no son válidos, mientras que otros son el resultado de problemas de estabilidad que antes solo se observaban a nivel del sistema de transmisión. Los desafíos más relevantes en la protección y control de microrredes incluyen:
1. Flujos de energía bidireccionales. La presencia de unidades de generación distribuida (DG) en la red a niveles de bajo voltaje puede provocar flujos de energía inversos que pueden conducir a complicaciones en la coordinación de protección, patrones de flujo de energía no deseados, distribución de corriente de falla y control de voltaje .[22]
2. Problemas de estabilidad. Las interacciones entre el sistema de control de las unidades de GD pueden crear oscilaciones locales, lo que requiere un análisis de estabilidad de pequeñas perturbaciones. Además, las actividades de transición entre los modos de operación conectado a la red y en isla en una microrred pueden crear una inestabilidad transitoria.  Se ha demostrado que la interfaz de microrred de corriente continua (CC) puede resultar en una estructura de control mucho más simple, una distribución más eficiente de la energía y una mayor capacidad de carga de corriente para las mismas clasificaciones de línea.[23]
3. Modelado. Muchas características de los esquemas tradicionales, como la prevalencia de condiciones equilibradas trifásicas, principalmente líneas de transmisión inductivas y cargas de potencia constante, no son ciertas para las microrredes y, en consecuencia, los modelos deben revisarse y actualizarse.
4. Baja inercia. Las microrredes exhiben una característica de baja inercia que las hace diferentes a los sistemas de energía a granel, donde una gran cantidad de generadores síncronos asegura una inercia muy grande. Este fenómeno es más evidente si hay una proporción significativa de unidades de GD con interfaz electrónica de potencia en la microrred. La baja inercia del sistema puede provocar graves desviaciones de frecuencia en el funcionamiento en modo isla si no se implementa un mecanismo de control adecuado. Los generadores síncronos funcionan a la misma frecuencia que la red, lo que proporciona un efecto de amortiguación natural en las variaciones repentinas de frecuencia. Otras opciones incluyen controlar el almacenamiento de energía de la batería para equilibrar la frecuencia.[23]
5. Incertidumbre. El funcionamiento de las microrredes implica abordar mucha incertidumbre, que es algo de lo que depende el funcionamiento económico y fiable de las microrredes. El perfil de carga y el clima son dos incertidumbres que hacen que esta coordinación sea más complicada en microrredes aisladas, donde el equilibrio crítico de la oferta y la demanda y las tasas de falla de los componentes típicamente más altas requieren resolver un problema fuertemente acoplado en un horizonte de tiempo prolongado. Esta incertidumbre es mayor que la de los sistemas de energía a granel, debido al número reducido de cargas y las variaciones correlacionadas de los recursos energéticos disponibles.[25]

### Herramientas de modelado
Para planificar e instalar las microrredes correctamente, es necesario un modelo de ingeniería. Existen múltiples herramientas de simulación y optimización para modelar los efectos económicos y eléctricos de las microrredes. Una herramienta de optimización económica ampliamente utilizada es el Modelo de adopción del cliente de recursos energéticos distribuidos (DER-CAM) del Laboratorio Nacional Lawrence Berkeley. Otro es el Homer Energy, diseñado por el Laboratorio Nacional de Energía Renovable. También hay algunas herramientas de diseño eléctrico y de flujo de energía que guían a los desarrolladores de microrredes. El Laboratorio Nacional del Noroeste del Pacífico diseñó la herramienta GridLAB-D disponible públicamente y el Instituto de Investigación de Energía Eléctrica (EPRI) hizo lo mismo con OpenDSS. Una herramienta europea que se puede utilizar para la simulación de demanda de calor eléctrica, de refrigeración, de calefacción y de proceso es EnergyPLAN de la Universidad de Aalborg en Dinamarca. La herramienta de planificación de redes de código abierto OnSSET se ha implementado para investigar las microrredes mediante un análisis de tres niveles que comienza con los arquetipos de asentamientos.

## Control de microrred
Cabe destacar que el control y la protección son dificultades para las microrredes, ya que todos los servicios auxiliares para la estabilización del sistema deben generarse dentro de la microgrid y los niveles bajos de cortocircuito pueden ser un desafío para la operación selectiva de los sistemas de protección. Una característica importante constituye, también, la proporción de múltiples necesidades de energía útil, como calefacción y refrigeración además de electricidad, debido a que permite la sustitución de portadores de energía y una mayor eficiencia energética gracias al calor residual que tiene como objetivo la calefacción, el agua caliente y la refrigeración.
Con respecto a la arquitectura de control de microrredes, o cualquier problema de control, hay dos enfoques diferentes que se pueden identificar:  
- Centralizado. Se basa en una gran cantidad de transmisión de información entre las unidades involucradas antes de que se tome una decisión en un solo punto. La implementación es difícil ya que los sistemas de energía interconectados generalmente cubren ubicaciones geográficas extendidas e involucran una enorme cantidad de unidades.[24][26]
- Descentralizado. Cada unidad es controlada por su controlador local sin conocer la situación de los demás. Se puede lograr un compromiso entre esos dos esquemas de control extremos mediante un esquema de control jerárquico que consta de tres niveles de control:  
  1. Primario. Está diseñado para satisfacer una serie de requisitos. Para estabilizar el voltaje y la frecuencia se ofrece capacidad plug and play para DER y compartir la potencia activa y reactiva entre ellos, sin ningún enlace de comunicación. Además se usa para disminuir las corrientes circulantes que pueden provocar un fenómeno de sobrecorriente en los dispositivos electrónicos de potencia. En conclusión, nos proporciona los puntos de ajuste para un controlador inferior que son los lazos de control de voltaje y corriente de los DER. Estos lazos de control internos se denominan control de nivel cero.[27]
  2. Secundario. Tiene un tiempo de muestreo de segundos a minutos (más lento que el primario) lo que justifica la dinámica desacoplada del control primario y secundario y facilita sus diseños individuales.[28] La consigna del control primario viene dada por el control secundario en el cual, como controlador centralizado, restaura la tensión y frecuencia de la microrred y compensa las desviaciones causadas por variaciones de cargas o fuentes renovables. Además puede diseñarse para satisfacer los requisitos de calidad de la energía, por ejemplo, equilibrio de voltaje en buses críticos.[23][27]
  3. Terciario. Es el último nivel y el más lento, que considera las preocupaciones económicas en el funcionamiento óptimo de la microrred (el tiempo de muestreo es de minutos a horas) y gestiona el flujo de energía entre la microgrid y la red principal. A menudo implica la predicción del clima, la tarifa de la red y las cargas en las próximas horas o días para diseñar un plan de despacho de generadores que logre mejores ahorros económicos. Las técnicas más avanzadas también pueden proporcionar un control de un extremo a otro de una microgrid usando técnicas de aprendizaje automático (ML) como el aprendizaje por refuerzo profundo.[27] En caso de emergencias como apagones (como los que se están viviendo actualmente en varias partes del mundo), este tipo de control puede gestionar un grupo de microrredes interconectadas para formar lo que se denomina "agrupamiento de microrredes", actuando como una central eléctrica virtual para seguir suministrando cargas críticas. Durante estas situaciones, el controlador central debe seleccionar una de las microrredes para que sea la holgura y el resto como PV y buses de carga de acuerdo con un algoritmo predefinido y las condiciones existentes del sistema. En resumen, el control debe ser en tiempo real o al menos a una alta frecuencia de muestreo.[26]

## Ejemplos

### Microgrid Avanzado Montgomery, EE.UU.
El Condado de Montgomery en Maryland (EE. UU.) realiza importantes avances en materia de sostenibilidad y seguridad energética mediante el uso de microrredes que mejoran la resiliencia del condado, con el fin de mantener a sus habitantes seguros p proporcionar los servicios necesarios incluso en el caso de cortes de luz prolongados como los que está habiendo en varios municipios de China a finales del 2021. La solución Advanced Microgrid, de Schneider Electric y Duke Energy Renewables, instalada en la Sede de Seguridad Pública en Gaithersburg, ha recibido la máxima certificación PEER (Performance Excellence in Electricity Renewal). Han conseguido que el 33% del total del consumo proviene de energía solar, el 66% de un sistema de cogeneración local y la red de cableado es 100% subterránea.  
Este proyecto forma parte de un otro mayor, que ha sido iniciado para implementar dos Advanced Microgrids, una en el PSHQ y otra en la Instalación Correccional del Condado de Montgomery en Boyds, dos instalaciones que requieren acceso continuo a la energía para garantizar su seguridad y su integridad operacional.

### Hajjah y Lahj, Yemen
El proyecto del PNUD “Resiliencia rural mejorada en Yemen” utiliza microrredes solares de propiedad comunitaria reduciendo los costos de energía en unos 2 centavos por hora. Ganó los Premios Ashden de Energía Humanitaria en 2020.

### Île d'Yeu
Un programa piloto de dos años, llamado Harmon'Yeu, se inició en el 2020 durante los confinamientos de la pandemia del Coronavirus para interconectar 23 casas en el vecindario de Ker Pissot y áreas circundantes con una microgrid que se automatizó como una red inteligente con software de Engie. El proceso llevó a la instalación de 64 paneles solares con una capacidad máxima de 23,7 kW en cinco casas y se instaló una batería con una capacidad de almacenamiento de 15 kWh en una casa. Seis casas almacenan el exceso de energía solar en sus calentadores de agua. Un sistema dinámico distribuye la energía proporcionada por los paneles solares y almacenada en la batería y los calentadores de agua al sistema de 23 casas. El software de red inteligente actualiza el suministro y la demanda de energía en intervalos de 5 minutos, decidiendo si extraer energía de la batería o de los paneles y cuándo almacenarla en los calentadores de agua. Este programa fue el primer proyecto de este tipo en Francia.

### Les Anglais, Haití
Se instala una microrred administrada de forma inalámbrica en la zona rural de Les Anglais , Haití. El sistema consta de una arquitectura de tres niveles:
- Servicio de control y monitoreo. Basado en la nube.
- Infraestructura de puerta de enlace local integrada.
- Red en malla de medidores inteligentes inalámbricos. Implementados en cincuenta y dos edificios de Haití.

La pérdida no técnica representa un desafío importante cuando se proporciona un servicio eléctrico confiable en países en desarrollo, donde a menudo representa el 11-15% de la capacidad total de generación. Una extensa simulación basada en datos en setenta y dos días de datos de medidores inalámbricos de una microrred de 430 hogares desplegada en Les Anglais investigó cómo distinguirlo, de las pérdidas totales de energía, ayudando en la detección de robo de energía.

### Mpeketoni, Kenia
El Proyecto de Electricidad Mpeketoni, es un sistema de microrred de energía diesel basado en la comunidad, que se estableció en la zona rural de Kenia cerca de Mpeketoni. Debido a la instalación de estas microrredes, Mpeketoni ha experimentado un gran crecimiento en su infraestructura. Dicho crecimiento incluye un aumento de la productividad por trabajador, en valores del 100% al 200%, y un aumento del nivel de ingresos del 20 al 70% según el producto. 

### Bodega Stone Edge Farm
Una micro-turbina, consta de una serie de componentes: 
- Celda de combustible.
- Batería múltiple.
- Electrolizador de hidrógeno.
- Bodega.

Todo esto habilitado para PV en Sonoma, California.